# Nesogordonia rakotovaoi
Nesogordonia rakotovaoi är en malvaväxtart som beskrevs av Rakotoar., Andriamb. och Callm.. Nesogordonia rakotovaoi ingår i släktet Nesogordonia och familjen malvaväxter. Inga underarter finns listade i Catalogue of Life.